# Kangertittivatsiaq
Kangertittivatsiaq, antiguamente escrito Kangerdlugssuatsiak, que significa "El fiordo bastante grande", es un fiordo en Sermersooq, en el este de Groenlandia.
Cerca de la desembocadura del fiordo hay numerosas ruinas de antiguos asentamientos inuit relativamente grandes. Estos fueron reportados por primera vez por Georg Carl Amdrup a principios del siglo XX, cuando ya no había inuit viviendo en la zona.

## Geografía
Kangertittivatsiaq se encuentra en Tierra del Rey Christian IX, al norte de Tasiilaq (Amassalik). Es un fiordo largo que corre aproximadamente de noroeste a sureste durante unos 26 km. El Nordfjord se ramifica hacia el norte en el extremo sur del fiordo y el fiordo Sammilik se ramifica aproximadamente hacia el suroeste en el lado occidental de su desembocadura. La isla Storo y la isla más pequeña Eskimo se encuentran frente a la desembocadura del fiordo, al sur.

### Montañas
Hay altas montañas a ambos lados de Kangertittivatsiaq. El famoso fiordo Ingolf se eleva a una altitud de 1503 m (1643,7 yd) en el lado noreste del fiordo interior en 66°25′N 35°38′O / 66.417, -35.633.